# Mabuyinae
Sous-famille
Synonymes
- Mabuyidae Mittleman, 1952
- Chioniniinae Hedges & Conn, 2012
- Dasiinae Hedges & Conn, 2012
- Trachylepidinae Hedges & Conn, 2012

Les Mabuyinae sont une sous-famille de sauriens de la famille des Scincidae.

## Liste des genres
Selon The Reptile Database (20 septembre 2013) :
- Alinea Hedges & Conn, 2012
- Aspronema Hedges & Conn, 2012
- Brasiliscincus Hedges & Conn, 2012
- Capitellum Hedges & Conn, 2012
- Chioninia Gray, 1845
- Copeoglossum Tschudi, 1845
- Dasia Gray, 1839
- Eumecia Bocage, 1870
- Eutropis Fitzinger, 1843
- Exila Hedges & Conn, 2012
- Mabuya Fitzinger, 1826
- Manciola Hedges & Conn, 2012
- Maracaiba Hedges & Conn, 2012
- Marisora Hedges & Conn, 2012
- Notomabuya Hedges & Conn, 2012
- Orosaura Hedges & Conn, 2012
- Panopa Hedges & Conn, 2012
- Psychosaura Hedges & Conn, 2012
- Spondylurus Fitzinger, 1826
- Trachylepis Fitzinger, 1843
- Varzea Hedges & Conn, 2012
- Vietnascincus Darevsky & Orlov, 1994

## Publication originale
- Mittleman, 1952 : A generic synopsis of the lizards of the subfamily Lygosominae. Smithsonian Miscellaneous Collections, vol. 117, no 17, p. 1–35 (texte intégral).